# Lameschmuhle
Lameschmuhle (lb. Lameschmillen, niem. Lameschmühle) – mała miejscowość (lieu-dit) w południowym Luksemburgu, w kantonie Esch-sur-Alzette, w gminie Mondercange. Do 3 października 2015 miejscowość leżała w dystrykcie Luksemburg.  